# Reservoir Music
Reservoir Music is een Amerikaans platenlabel voor jazz. Het werd in 1987 opgericht en is gevestigd in Kingston (New York). Op het label zijn platen verschenen van onder meer Pepper Adams, Buddy Tate met Al Grey, J.R. Monterose met Tommy Flanagan, Nick Brignola, Jon Mayer, Rob Schneiderman, Steve Kuhn, Hod O'Brien, Valery Ponomarev, Peter Leitch, Kenny Barron, Claudio Roditi, John Hicks (onder meer met Jay McShann), Dick Berk en Dick Katz. 